# Guerre franco-indiane
Le guerre franco-indiane sono il nome usato negli Stati Uniti per indicare una serie di conflitti nel Nord America, che rappresentano sull'altra sponda dell'oceano Atlantico le azioni che hanno accompagnato le guerre dinastiche in Europa. In Quebec, tali guerre, sono generalmente indicate come il nome di guerre intercoloniali.
Mentre solo alcuni conflitti coinvolsero le forze spagnole e olandesi, tutte videro come contendenti la Gran Bretagna, le sue colonie e i propri alleati indiani da una parte, e la Francia, le sue colonie e i suoi alleati indiani dall'altra. Questi conflitti sul suolo americano videro sfidarsi i due principali contendenti, Francia e Gran Bretagna, a intermittenza per un periodo che va dal 1688 al 1815, per l'espansione del loro dominio coloniale, verso occidente e verso l'interno del territorio americano. 
Di seguito vengono elencate le guerre nel Nord America e le loro rispettive guerre sul continente europeo: 
| Periodo     | Guerre nel Nord America                           | Guerre in Europa                | Trattato di pace       |
| ----------- | ------------------------------------------------- | ------------------------------- | ---------------------- |
| 1689 – 1697 | Guerra di Re Guglielmo 1ª Guerra Intercoloniale   | Guerra della Grande Alleanza    | Trattato di Ryswick    |
| 1702 – 1713 | Guerra della Regina Anna 2ª Guerra Intercoloniale | Guerra di successione spagnola  | Trattato di Utrecht    |
| 1744 – 1748 | Guerra di Re Giorgio 3ª Guerra Intercoloniale     | Guerra di successione austriaca | Trattato di Aquisgrana |
| 1754 – 1763 | Guerra Franco-Indiana 4ª Guerra Intercoloniale    | Guerra dei sette anni           | Trattato di Parigi     |

Con le guerre si assistette allo spostamento inesorabile dell'equilibrio verso la Gran Bretagna. Ciò fu in parte il riflesso di una popolazione più numerosa e una capacità produttiva maggiore delle colonie britanniche rispetto a quelle francesi. I francesi furono in grado di compensare ampiamente lo svantaggio nei primi tre conflitti mobilitando i nativi americani alleati, ma vennero sopraffatti infine con la quarta guerra. Ironia della sorte, la schiacciante vittoria britannica ha svolto un ruolo fondamentale nella perdita delle sue colonie americane. Senza la minaccia di invasione francese, le colonie americane vedevano poco necessaria la protezione militare della Gran Bretagna. Iniziavano a gettarsi le basi che avrebbero portato alla guerra d'indipendenza americana. 
Le prime tre guerre seguirono uno schema analogo. Iniziarono in Europa e si spostarono poi in America. Vennero combattute in gran parte da milizie, non dagli eserciti regolari. In tutte e tre le guerre uscirono vincitori gli inglesi. Ma tutte le loro conquiste territoriali, una volta cessate le ostilità, tornarono sempre sotto il dominio francese. Solo l'ultimo conflitto ruppe questo schema. Le forze britanniche fecero uso di un maggior numero di truppe regolari accanto alle milizie, e quasi tutto il territorio conquistato ai francesi non venne restituito. La quarta guerra concluse il capitolo dell'impero americano francese. Alla Francia rimase solo una piccola isola al largo del Canada e poche isole nei Caraibi.

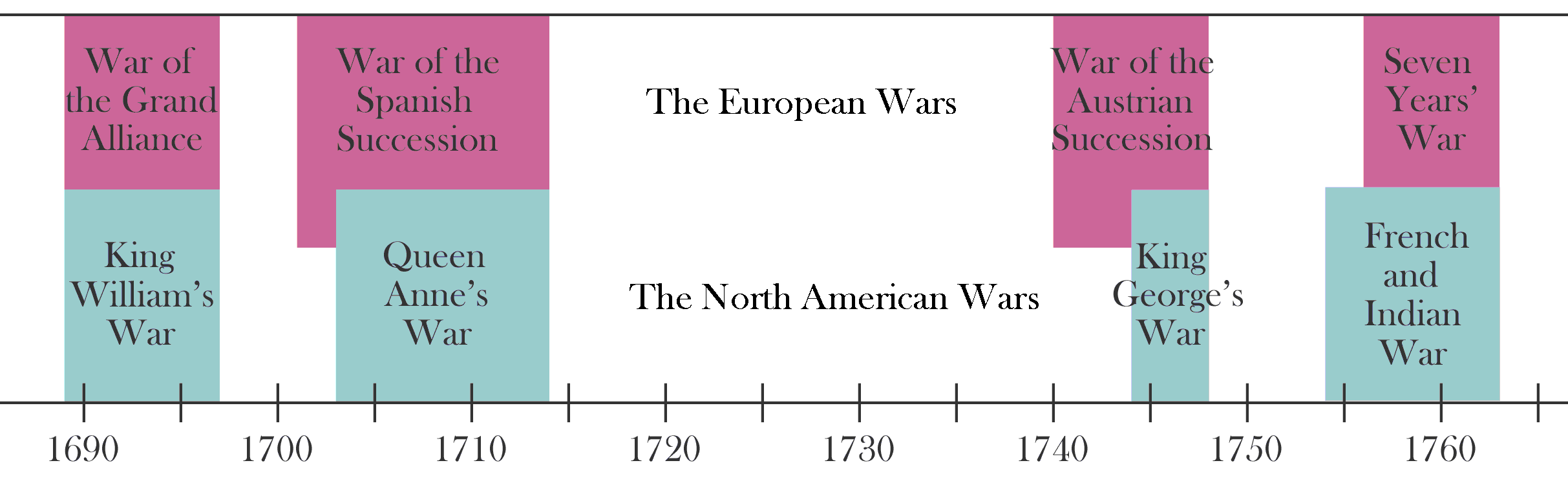
Cronologia delle guerre nel Nord America e in Europa